# Shawn McKnight

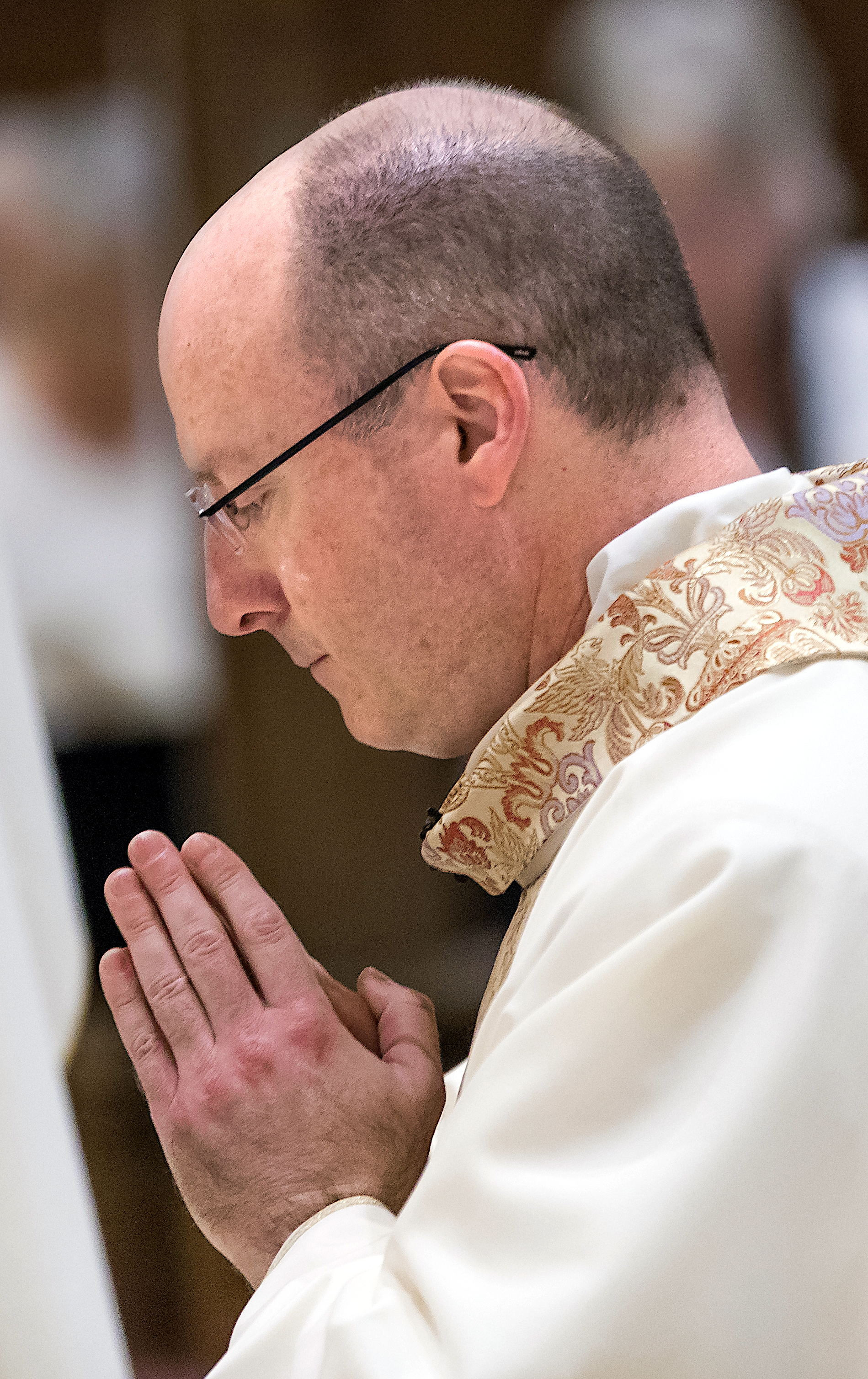
Shawn McKnight

Wappen von Shawn McKnight als Erzbischof von Kansas City

Wappen von Shawn McKnight als Bischof von Jefferson City

William Shawn McKnight (* 26. Juni 1968 in Wichita, Kansas) ist ein US-amerikanischer Geistlicher und römisch-katholischer Erzbischof von Kansas City.

## Leben
Shawn McKnight empfing am 28. Mai 1994 das Sakrament der Priesterweihe für das Bistum Wichita.
Am 21. November 2017 ernannte ihn Papst Franziskus zum Bischof von Jefferson City. Der Erzbischof von Saint Louis, Robert James Carlson, spendete ihm am 6. Februar 2018 die Bischofsweihe; Mitkonsekratoren waren der emeritierte Bischof von Jefferson City, John Raymond Gaydos, und der Bischof von Wichita, Carl Kemme.
Am 8. April 2025 ernannte ihn Papst Franziskus zum Erzbischof von Kansas City. Die Amtseinführung fand am 27. Mai desselben Jahres statt.